# Luis Betancourt
Luis Ángel Betancourt Medina (ur. 10 listopada 1992) – portorykański zapaśnik walczący w obu stylach. Siódmy na igrzyskach panamerykańskich w 2015. Zdobył brązowy medal na mistrzostwach panamerykańskich w 2010, a także na igrzyskach Ameryki Środkowej i Karaibów w 2014 roku.